# Gwen Stefani
Gwendolyn Renée Stefani (Fullerton, Kalifornia, 1969. október 3. –) háromszoros Grammy-díjas amerikai énekesnő, dalszerző, divattervező és színész. A No Doubt együttes társalapítója, énekese és elsődleges dalszerzője. Az áttörést a Tragic Kingdom című albumuk hozta meg nekik 1995-ben, olyan kislemezekkel, mint a Just a Girl, a Spiderwebs, vagy a Don’t Speak. Ismertebb dalaik voltak még a Hey Baby, és az It’s My Life.
Stefani 2004-ben szólókarrierbe kezdett, debütáló stúdióalbuma, Love. Angel. Music. Baby. címmel jelent meg. Az 1980-as évekbeli popzene ihlette album kereskedelmi sikert aratott. Hat kislemez jelent meg róla, köztük a What You Waiting For?, A Rich Girl, a Hollaback Girl, és a Cool. A Hollaback Girl felkerült a Billboard Hot 100 első helyére, és csaknem egymillió példányt adtak el belőle. 2006-ban megjelent második stúdióalbuma, a The Sweet Escape. Legsikeresebb kislemezei a Wind It Up és a The Sweet Escape lettek. Utóbbi a Billboard Hot 100 2007-es év végi listáján a harmadik helyen állt. Harmadik szólóalbuma This Is What The Truth Feels Like címmel jelent meg 2016-ban. Ez volt az első szólóalbuma, amely az első helyet érte el a Billboard 200-on. 2017-ben karácsonyi témájú albummal jelentkezett, You Make It Feel Like Christmas címmel. Stefani több kislemezt is kiadott Blake Sheltonnal, köztük a Nobody but You-t, amely a Billboard Hot 100 18. helyét érte el 2020-ban.
Stefani eddig három Grammy-díjat nyert. Szólóként American Music Awards-ot, Brit Awards-ot, World Music Awards-ot, és két Billboard Music Awards-ot. 2003-ban debütált a L.A.M.B. ruhasorozatán, valamint a japán kultúra és divat ihlette gyűjteményével kibővítette a 2005-ös Harajuku Lovers-t. Ez alatt az idő alatt nyilvános fellépéseket is vállalt négy Harajuku Girls néven ismert táncosnővel. 2002 és 2016 között Gavin Rossdale brit zenész házastársa volt, három fiuk van. A Billboard Stefanit a 2000–2009 évtized 54. legsikeresebb művészének, és a 37. legsikeresebb Hot 100 művészének nevezte. 2012-ben a 13. helyet szerezte meg a VH1 "100 legnagyobb nő a zenében" listáján. A No Doubt-tal végzett munkájával együtt Stefani eddig több mint 30 millió albumot adott el világszerte.

## Korai élet
Gwen Stefani a kaliforniai Fullertonban született, és Anaheimben nőtt fel, római katolikus családban. Édesapja, Dennis Stefani olasz származású amerikai, a Yamaha cég marketingvezérigazgatója. Édesanyja, Patti Flynn ír és skót eredetű; ő könyvelőként dolgozott azelőtt, hogy háztartásbeli lett. Gwen szülei a Bob Dylan és Emmylou Harris által képviselt folkzene rajongói voltak. Gwennek három testvére van: bátyja, Eric, húga, Jill és öccse, Todd. Eric kezdetben a No Doubt billentyűse volt, de otthagyta a csapatot, hogy A Simpson család c. animációs film stábjában dolgozhasson. Gwen családjából a nők többsége varrónő volt és nagyrészt vagy ő, vagy pedig az édesanyja készítette a ruháit. Gyermekként Gwen zenei érdeklődése a musicalek irányába mutatott, kedvencei között volt az Evita és A muzsika hangja. Első színpadi előadására egy tehetségkutató verseny alatt került sor egy középiskolában, ahol az I Have Confidence-et énekelte a A muzsika hangjából. Tizenévesként többek között takarítóként dolgozott egy fagylaltozóban és egy nagyáruház sminkosztályán. Miután 1987-ben leérettségizett, a Kaliforniai Egyetem fullertoni kampuszán kezdett el tanulni.

## Karrier

### 1986–2004: Karrier kezdetek és No Doubt
Amikor testvére, Eric megkérte, hogy csatlakozzon az együtteséhez, Gwen igent mondott. A csapat első énekese John Spence volt, aki Gwennel osztotta meg a vokálokat. 1987-ben Spence öngyilkos lett. A tragédia után Stefani összetartotta a No Doubt-ot és biztatta őket, hogy a nehéz idők ellenére is tartsanak ki. Végül 1991-ben a csapat aláírt egy lemezszerződést a Interscope Eric Madness-szel. A No Doubt 1992-ben kiadta első, bemutatkozó lemezét. Az album az újszerű, ska-pop hangzás miatt nem lett túl sikeres, mivel abban az időszakban a grunge stílus hódított.
1995-ben kiadták második albumukat, a Beacon Street Collectiont, és nem sokkal ezután piacra dobták a harmadik albumot is, Tragic Kingdom címmel. A két lemezen 3 évet dolgoztak. Ebben az időszakban a csapat majdnem fölbomlott az énekesnő és csapattársa, Tony Kanal szakítása miatt. A szakítás több dalt is inspirált, amit Gwen írt a Tragic Kingdomra: a Don’t Speak, a Sunday Morning, és a Hey You is a tönkrement kapcsolatukat dolgozza fel. Az albumról végül öt kislemezt adtak ki, ebből a Don’t Speak 1996-ban az USA-ban a legjátszottabb dal lett. Stefani otthagyta a főiskolát egy szemeszterre, hogy a Tragic Kingdommal turnézzon, de nem tért vissza, amikor a turné két és fél év múlva befejeződött. Az albumból végül több, mint tizenhat millió fogyott és több Grammy-díj-jelölést kapott.
2000-ben jelent meg a kevésbé sikeres negyedik nagylemez Return of Saturn címmel, ami a Tragic Kingdomon hallható new wave-hangzást követte. A dalok szövegei főleg Stefani viharos kapcsolatára összpontosítanak a Bush frontemberével, Gavin Rossdale-lel, valamint döntésképtelenségére a karrier és az anyaság között. A csapat 2001-es albumán, a Rock Steadyn a new wave-hangzásukat már reggae- és dance-stílussal tarkították. Erről az albumról a Hey Baby és az Underneath It All című számokért Grammy-díjat kaptak. 2003-ban kiadták válogatásalbumukat The Singles 1992–2003 címmel, amely tartalmazta a legnagyobb No Doubt-slágereket, és az It's My Life c. feldolgozásszámot.
Gwen a No Doubton kívül közreműködött Eve Let Me Blow Ya Mind, és Moby South Side című dalában is. 2002-ben Eve és Gwen Grammy-díjat nyert a Let Me Blow Ya Mind-ért. 1998-ban a Brian Setzer Orchestrával elkészítette a You’re the Boss c. dal feldolgozását, amit eredetileg Elvis Presley és Ann-Margret énekelt. 2004-ben Gwen szólókarrierbe kezdett.

### 2004–2006: Debütálás szólóban és egyéb vállalkozások
2004 novemberében megjelent Gwen első szólóalbuma Love. Angel. Music. Baby. címmel. Az albumot a közreműködés jellemzi, hiszen sokan segédkeztek az albumon, köztük Kanal, Linda Perry, André 3000 az OutKastből, és a The Neptunes. A fogadtatás elég vegyes volt, ennek ellenére az első héten az albumból 309 000 darabot adtak el, összesen pedig 7,5 millió példányban kelt el a világon. Az album háromszoros platinalemez lett az Egyesült Államokban, valamint Ausztráliában négyszeres, Kanadában négyszeres, Angliában pedig háromszoros platina. Az anyagot 2005-ben csak egy Grammy-díjra terjesztették fel, de a következő évben öt jelölést is kapott, az év albuma, az év felvétele, legjobb női előadó általi előadás, legjobb vokális popalbum és legjobb ének/rap együttműködés kategóriákban.
Az első kislemez a lemezről a What You Waiting For? volt. A második, a Rich Girl duett volt Eve rapperrel. A Rich Girl több slágerlistán is nagyon sikeresnek bizonyult: az Egyesült Királyságban negyedik, az USA-ban hetedik lett. A harmadik kislemez a Hollaback Girl lett. Ez a dal az USA-ban első, míg Ausztráliában második lett és máshol is hasonló sikereket ért el. A negyedik kislemeznek a Coolt választották, ami az előzőekhez képest elég lassú szám. A dalhoz készült klipet Olaszországban is forgatták, és Stefani korábbi kapcsolatát mutatja be Tony Kanallal. A Luxurious lett a lemezről kimásolt ötödik dal. 2006 elején a hatodik kislemezt is kiadták, a Crash című dalból. Ezután kis szünet következett, ugyanis Gwen terhes lett.

### 2006–2013: The Sweet Escape és visszatérés a No Doubt-ba
Gwen második szólóalbuma, a The Sweet Escape 2006 decemberében jelent meg. Az albumon olyan zenészek működtek közre, mint például Akon, Pharrell, Tony Kanal, a The Neptunes és Tim Rice-Oxley a Keane-ből. Ez az album különbözik a Love. Angel. Music. Babytől, mivel sokkal erőteljesebben összpontosít a dance és a klub zenei stílusra. Stefani 2007 áprilisában kezdte meg a The Sweet Escape 2007 turnéját, melynek során bejárta Amerikát, Ausztráliát, Európát és Ázsiát is. 2007 októberében Budapestre is ellátogatott. Az első kislemez a Wind It Up hatodik az USA-ban, harmadik Angliában, második Ausztráliában és első lett Új-Zelandon. A második kislemez azonos az album címével: The Sweet Escape. Gwen egyik, ha nem a legsikeresebb felvétele. Minden toplistán az élvonalban végzett, a nemzetközi kislemezslágerlistát nyolc hétig vezette, a 2007-es év negyedik legjobb száma és a világon 7 millió példányt adtak el. A harmadik kislemez, a 4 in the Morning a nagy siker után nem volt olyan ütős, de szépen szerepelt a listákon. Az album negyedik kislemezeként kiadták a Now That You Got It című számot. Az ötödikhez, az Early Winterhez készült videóklipet részben Budapesten forgatta, a Nyugati pályaudvarnál. Csak Európában jelent meg. Gwen második lemezéből 3,5 milliót adtak el, ami elmarad az első nagy sikertől, de így is Gwen a 2006-2007-ig tartó időszakaszban 29 millió dolláros keresetével a világ hatodik leggazdagabb énekesnője volt. Az album népszerűsítése érdekében Stefani világ körüli turnéra indult, a The Sweet Escape Tour-ra, amely Észak Amerikát, Európát, Ázsiát, és a Csendes-óceánt, valamint Latin-Amerika egy részét járta be. Stefani az Entertainment Weekly-nek adott interjújában, 2011 júniusában kijelentette, hogy nem tervezi szólóművészként folytatni a munkát.
Mivel Stefani éppen a The Sweet Escape-t népszerűsítette, a No Doubt nélküle kezdett dolgozni egy új albumon, és azt tervezték, hogy befejezik azt, miután Stefani turnéja befejeződött. 2008 márciusában a csapat hivatalos rajongói oldalán megkezdte az album előrehaladásával kapcsolatos bejegyzések készítését. Stefani 2008. március 28-án tett egy bejegyzést arról, hogy a dalszerzés megkezdődött, de lassan zárult, mert várandós volt második gyermekével. A Singles 1992–2003 2008. december 9-én vált elérhetővé a Rock Band 2 videójáték számára.
Az új Push and Shove című album 2012. szeptember 25.-én jelent meg. Első kislemezét, a Settle Down-t 2012. július 16.-án adták ki. Videóklipjét Sophie Muller rendezte, aki korábban számos zenei videót készített az együttes számára. A dal a 34. helyet érte el a Billboard Hot 100-on, az album pedig a Billboard 200 harmadik helyét érte el. 2012. november 3.-án megjelentették az internetről a Looking Hot című dalukat, miután panasz érkezett rájuk, hogy érzéketlenek voltak az őslakos amerikaiakkal szemben. 2013 januárjában a csapat megjelent a Portlandia című sorozat harmadik évadában.

### 2014–2017:The Voice,This Is What the Truth Feels LikeésYou Make It Feel Like Christmas
2014 áprilisában Stefani meglepetésszerűen megjelent a Coachella Fesztivál-on, ahol a színpadon csatlakozott Pharrell Williams-hez, a Hollaback Girl előadásához. Április 29-én hivatalosan is megerősítették, hogy Stefani csatlakozik a The Voice hetedik évadához, Christina Aguilera helyére. Részt vett a 2014-es MTV Video Music Awards-on, valamint a Maroon 5 My Heart Is Open című dalában is szerepelt, amelyet Sia Furler írt az együttes V című albumára, és amelyet Adam Levine-nel és egy zenekarral adtak elő az 57. Grammy-gálán. Stefani közreműködött Calvin Harris "Together" című számában, a Motion című albumáról.
2014 szeptemberében a New York-i divathéten azt nyilatkozta az MTV News-nak, hogy egy új No Doubt-albumon, és egy új szólóalbumon is dolgozik, valamint hogy együtt dolgozik Williamsszel. Októberben megjelentette visszatérő kislemezét, a Baby Don't Lie-t, Ryan Tedder, Benny Blanco és Noel Zancanella producerekkel közösen. A Billboard bejelentette, hogy harmadik albuma decemberben jelenik meg, producere pedig Benny Blanco lesz. Október végén megjelent Stefani harmadik albumának új dala Spark the Fire címen, amelyet Pharrell Williams készített. A dal teljes bemutatója pedig november 23-án volt. 2015 januárjában Stefani elkészítette Williamsszel a Shine című dalt, a Paddington című film zenéjéhez. Stefani Sia Furler-rel is felvett egy közös dalt Start a War címmel, amely várhatóan harmadik stúdióalbumán is megjelenik, ám végül nem szerepelt a végső formájában. 2015 júliusában az amerikai rapper, Eminem szerepeltette Stefanit a Kings Never Die című kislemezén, a Mélyütés filmzenéjéből. A dal a Billboard Hot 100 toplistáján debütált, és a 80. helyet érte el. Az első héten 35 000 példányban adta el a zeneletöltéseket.
2015. október 17-én Stefani koncertet adott a Mastercard Priceless Surprises turnésorozatának részeként a New York-i Hammerstein bálteremben, ahol egy új dalt adott elő a volt férjével, Gavin Rossdale-nel való szakításáról, Used to Love You címmel. Letöltésként 2015. október 20-án jelent meg. A videót ugyanazon a napon tették közzé. A dalt 2015. október 27-én adták ki a Contemporary hit radioban, az Egyesült Államokban. A dal az első hivatalos kislemez a This Is What the Truth Feels Like című albumához, amelyen 2015 közepén kezdett el dolgozni. Stefani elmondta, hogy a korábbi, 2014-es anyag nagy része erőltetettnek és hiteltelennek tűnt, ellentétben azzal, amit eredetileg szeretett volna. Az album második kislemeze, a Make Me Like You 2016 februárjában jelent meg, az album pedig a következő hónapban, és az első helyet érte el a Billboard 200-on, 84 000 albummal egyenértékű egységgel. Az album népszerűsítése érdekében Stefani elindította a This Is What the Truth Feels Like Tour című turnéját Eve-vel az Egyesült Államokban. A 2016 novemberében bemutatott Trollok című animációs filmben Stefani DJ Suki hangját adta.
Stefanival interjút készítettek A dacosok című dokumentumfilm-sorozatról, amely 2017 júliusában jelent meg. Ugyanebben a hónapban bejelentette, hogy az év végéig új zenét szeretne kiadni. Augusztusban számos dalcím megjelent a GEMA hivatalos honlapján, ami arra utal, hogy ünnepi albumot készíthet. Az album 2017 októberében jelent meg You Make It Feel Like Christmas címmel.

### 2018–jelen: Las Vegas-i rezidencia,The Voice, és Bouquet
Stefani első koncert rezidenciája 2018 júniusában kezdődött Just a Girl: Las Vegas címmel, a Las Vegas-i Zappos Színházban, és 2020 májusában fejeződött be. A név a No Doubt Just a Girl című dalából származik. 2018 októberében megjelent a You Make It Feel Like Christmas deluxe kiadása, amelyet a Secret Santa című kislemez népszerűsített. 2019 júniusában Stefani fellépett a Machaca Fest-en a Fundirora Parkban. Ugyanebben a hónapban a The New York Times Magazine több száz olyan művész közé sorolta Stefanit, akiknek anyaga állítólag a 2008-as egyetemes tűzvész során megsemmisült.
2019 decemberében Stefani szerepelt Blake Shelton Nobody but You című kislemezén, Shelton Fully Loaded: God's Country című válogatásalbumáról. A dal a Billboard Hot 100-on a 18. a Canadian Hot 100-on pedig a 49. helyre került. 2020 júliusában Stefani és Shelton kiadott egy újabb kislemezt Happy Anywhere címmel, amelyet a Covid19-pandémia inspirált. Stefani eredetileg fellépett volna a Lollapalooza 2020-as fesztiválján, de a járvány miatt elhalasztották. A fesztivált később live streamingként tartották 2020 júliusában és augusztusában, Stefani azonban nem vett részt benne.
Stefanit szerepeltették Dua Lipa Physical című dalának Mark Ronson-remixében, amelyet a 2020-as Club Future Nostalgia is tartalmaz. 2020 októberében Stefani újabb dalt jelentetett meg, a Sleigh Ride-ot, a You Make It Feel Like Christmas 2020-as új kiadásának részeként.
2020. december 7-én  Stefani kiadta a Let Me Reintroduce Myself-t, közelgő ötödik stúdióalbumának első kislemezeként. Ezt követte a Slow Clap 2021 márciusában, amely a következő hónapban kapott egy remixet, Saweetie-vel, valamint két új számot is felvett, a When Loving Gets Old-ot, és a Cry Happy-t. 2022-ben Shenseea mellett Sean Paul Light My Fire című kislemezének kiemelt előadója volt, és megjelent a videóklipjében is. 2023 júniusában bejelentette első új szólókislemezét több mint két év után, True Babe címmel, amely június 23-án jelent meg. 2024. február 9-én Blake Shelton-nal kiadta legújabb közös duettjét, a Purple Irises-t, amely az ötödik stúdióalbumán, a Bouquet-n szerepel. Július 25-én Anderson Paakkal kiadták a "Hello World" című kislemezt, amely a Coca-Cola által szponzorált olimpia dala. A "Somebody Else's" a Bouquet vezető kislemezeként jelent meg 2024. szeptember 20-án. A "Swallow My Tears" az album következő kislemezeként jelent meg október 25-én. Az album november 15-én jelent meg. 2025 márciusában megjelent a Bouquet deluxe kiadása. Ez tartalmazza a "Still Gonna Love You" című kislemezt és az album dalainak tizenegy akusztikus változatát. 
2024. április 13-án Stefani újra együtt játszott a No Doubttal a Coachella fesztiválon. Ez volt az első alkalom, hogy a zenekar 2015 óta együtt játszott.
2025 januárjának végén Stefani újra összeállt a No Doubt zenekar tagjaival, hogy fellépjenek a FireAid Benefit koncerten, hogy támogassák a tűzvészek által sújtott dél-kaliforniai közösségeket. Az eseményt élőben közvetítették és streamelték a Netflix Tudum csatornáján, valamint az Apple Music és az Apple TV alkalmazásban, a Max, az iHeartRadio, a KTLA+, a Paramount+, a Prime Video és az Amazon Music Channel Twitch csatornáin, a SiriusXM-en (kizárólag a "LIFE with John Mayer"-en), a Spotify-on, a SoundCloudon, a Veeps-en, a YouTube-on és 70 amerikai piacon található kiválasztott AMC mozikban.

## Egyéb üzleti vállalkozások
Gwen Stefaninak Andrea Lieberman stylist segített piacra dobni ruhakollekcióját. A kollekcióban olyan ruhák is szerepelnek, amit Gwen a No Doubt-turné alatt viselt. A kollekció 2004-ben L.A.M.B. néven jelent meg. A sorozatban a guatemalai, japán és jamaicai stílus is keveredik és Gwen vagány stílusát tükrözi. Gwen által tervezett ruhákat viselt többek közt Teri Hatcher és Nicole Kidman. 2005 júniusában Stefani kibővítette a kollekciót a Harajuku Lovers sorozattal. Ebben a stílusban nem csak ruhák, hanem mobiltelefonok és fényképezőgépek is készültek. 2006 végén, mikor stefani gyermeket várt, a kollekció ismét bővült, ezúttal gyermekruhákkal. Ez a kollekció a Love. Angel. Music. Baby. Fashion dolls nevet kapta.
2007 nyarán Gwen elkészítette első parfümjét is. Az L névre keresztelt illatanyag nemes, stílusos és tele van érzelemmel. Kifejezetten friss illat: a jácint, a frézia, a körte és az ibolya illatát ötvözték. A csomagolás és az üveg tervezéséből Gwen is kivette a részét. A parfüm 2007 szeptemberében került forgalomba.
Az énekesnő 2004-ben különböző szereplőválogatásokra kezdett el járni. Első alkalommal a Mr. & Mrs. Smith c. film kasztingján jelent meg, azonban ekkor nem kapott szerepet. Először 2004-ben Martin Scorsese Az Aviátor című filmjében debütált, Jean Harlow-ként. Az alakítás annyira hitelesnek bizonyult, hogy Gwent Screen Actors Guild-díjra jelölték kiemelkedő teljesítményéért. Az énekesnőre eredetileg Scorsese lánya hívta fel a rendező figyelmét, miután látott egy Marilyn Monroe stílusában készült fotósorozatot az énekesnőről a Teen Vogue egyik 2003-as számában. Gwen, hogy felkészüljön a szerepre, két biográfiát olvasott el a színésznőről és 18 filmjét nézte meg.
Gwen kölcsönözte a hangját egy 2004-es Xbox és egy PS videójátékhoz is, de a forgalmazó cég végül úgy döntött, hogy nem használja fel a hangját.

## Magánélet
Stefaninak volt egy kisebb kalandja Tony Kanallal, amikor csatlakozott a No Doubthoz, de Kanal kezdetben visszautasította őt, mert Gwen bátyja a barátja volt és nem érezte tisztességesnek, hogy a barátja húgával kezdjen kapcsolatot. Az 1990-es évek végén már együtt jártak. Gwen kijelentette, hogy sokat fektetett a kapcsolatba és szeretne is gyereket Tonytól, azonban Tony később befejezte a kapcsolatot, mert „térre” volt szüksége.
Gwen 1995 decemberében találkozott egy No Doubt koncerten Gavin Rossdale-lel, a Bush gitárosával. Eleinte titokban tartották a kapcsolatukat és távkapcsolatban éltek. Végül 2002-ben házasodtak össze a londoni Covent Gardenben. Két héttel később Los Angelesben is megtartották a második esküvőjüket. Stefani ruháját John Galliano tervezte. 2004-ben kiderült, hogy Gavinnek van egy törvénytelen lánya, Daisy, egy korábbi kapcsolatából, aki 1989-ben született. Gwent lesújtotta a hír és nagyon dühös volt a hír hallatán. Gwen nem tartja a kapcsolatot Daisyvel, de Rossdale rendszeresen találkozik a lánnyal, sőt ő a lány keresztapja is. 2005 decemberében az Us Weekly bejelentette, hogy Gwen terhes első gyermekével. 2006. május 26-án, Los Angeles-ben 3,4 kilóval megszületett Stefani kisfia, aki a Kingston James McGregor Rossdale nevet kapta. Második kisfiukat, aki 2008. augusztus 21-én jött a világra Zuma Nesta Rock névre keresztelték. A házaspár harmadik fia, Apollo Bowie Flynn 2014. február 28-án látta meg a napvilágot. 2015-ben hivatalosan elvált férjétől.

## Diszkográfia
Szólóalbumok
- 2004: Love. Angel. Music. Baby.
- 2006: The Sweet Escape
- 2016: This Is What the Truth Feels Like
- 2017: You Make It Feel Like Christmas
- 2024: Bouquet

A No Doubt tagjaként
- 1992: No Doubt
- 1995: The Beacon Street Collection
- 1995: Tragic Kingdom
- 2000: Return of Saturn
- 2001: Rock Steady
- 2012: Push and Shove

### Kislemezek
- 2004: What You Waiting For?
- 2004: Rich Girl (feat. Eve)
- 2005: Hollaback Girl
- 2005: Cool
- 2005: Luxurious (feat. Slim Thug)
- 2006: Crash
- 2006: Wind It Up
- 2006: The Sweet Escape (feat. Akon)
- 2007: 4 in the Morning
- 2007: Now That You Got It (feat. Damian Marley)
- 2008: Early Winter
- 2014: Baby Don't Lie
- 2014: Spark the Fire
- 2015: Used to Love You
- 2016: Make Me Like You
- 2016: Misery
- 2017: You Make It Feel Like Christmas (feat. Blake Shelton)
- 2017: Santa Baby
- 2018: Secret Santa
- 2020: Nobody but You (feat. Blake Shelton)
- 2020: Here This Christmas
- 2020: Let Me Reintroduce Myself

## Filmográfia
- 2001: Texas királyai
- 2001: Zoolander, a trendkívüli
- 2004: Aviátor
- 2009: Gossip Girl – A pletykafészek – 2x24 – Valley Girl
- 2016: Trollok - DJ Suki (hang)